# Fotbalista roku (Bulharsko)
Bulharský fotbalista roku je každoroční anketa o nejlepšího fotbalistu Bulharska. Uděluje se od roku 1961, mezi lety 1961–1975 organizována novinami Futbol, mezi lety 1975–1998 novinami Sport a od roku 1999 novinami Sport a magazínem Futbol. Od roku 2011 o vítězi rozhodují i fanoušci. Nejúspěšnějšími hráči jsou sedminásobný vítěz Dimitar Berbatov, pětinásobný vítěz Christo Stoičkov a trojnásobní vítězové Christo Bonev a Ivelin Popov. Aktuálním držitelem ocenění (2021) je Kiril Despodov.

## Vítězové ankety

### Muži
| Rok  | Jméno                  | Pozice   | Klub                      |
| ---- | ---------------------- | -------- | ------------------------- |
| 1961 | Georgi Najdenov        | brankář  | PFK CSKA Sofia            |
| 1962 | Ivan Kolev             | obránce  | PFK CSKA Sofia            |
| 1963 | Aleksandar Šalamanov   | obránce  | PFK Slavia Sofia          |
| 1964 | Nikola Kotkov          | útočník  | PFK Lokomotiv Sofia       |
| 1965 | Georgi Asparuchov      | útočník  | PFK Levski Sofia          |
| 1966 | Aleksandar Šalamanov   | obránce  | PFK Slavia Sofia          |
| 1967 | Dimitar Penev          | obránce  | PFK CSKA Sofia            |
| 1968 | Simeon Simeonov        | brankář  | PFK Slavia Sofia          |
| 1969 | Christo Bonev          | útočník  | PFK Lokomotiv Plovdiv     |
| 1970 | Stefan Aladžov         | obránce  | PFK Levski Sofia          |
| 1971 | Dimitar Penev          | obránce  | PFK CSKA Sofia            |
| 1972 | Christo Bonev          | útočník  | PFK Lokomotiv Plovdiv     |
| 1973 | Christo Bonev          | útočník  | PFK Lokomotiv Plovdiv     |
| 1974 | Kiril Ivkov            | obránce  | PFK Levski Sofia          |
| 1975 | Kiril Ivkov            | obránce  | PFK Levski Sofia          |
| 1976 | Božidar Grigorov       | útočník  | PFK Slavia Sofia          |
| 1977 | Pavel Panov            | útočník  | PFK Levski Sofia          |
| 1978 | Rumjančo Goranov       | brankář  | PFK Lokomotiv Sofia       |
| 1979 | Atanas Michajlov       | útočník  | PFK Lokomotiv Sofia       |
| 1980 | Andrej Željazkov       | útočník  | PFK Slavia Sofia          |
| 1981 | Georgi Velinov         | brankář  | PFK CSKA Sofia            |
| 1982 | Radoslav Zdravkov      | obránce  | PFK CSKA Sofia            |
| 1983 | Stojčo Mladenov        | útočník  | PFK CSKA Sofia            |
| 1984 | Plamen Nikolov         | obránce  | PFK Levski Sofia          |
| 1985 | Georgi Dimitrov        | obránce  | PFK CSKA Sofia            |
| 1986 | Borislav Michajlov     | brankář  | PFK Levski Sofia          |
| 1987 | Nikolaj Iliev          | obránce  | PFK Levski Sofia          |
| 1988 | Ljuboslav Penev        | útočník  | PFK CSKA Sofia            |
| 1989 | Christo Stoičkov       | útočník  | PFK CSKA Sofia            |
| 1990 | Christo Stoičkov       | útočník  | FC Barcelona              |
| 1991 | Christo Stoičkov       | útočník  | FC Barcelona              |
| 1992 | Christo Stoičkov       | útočník  | FC Barcelona              |
| 1993 | Emil Kostadinov        | útočník  | FC Porto                  |
| 1994 | Christo Stoičkov       | útočník  | FC Barcelona              |
| 1995 | Krasimir Balakov       | záložník | Sporting CP VfB Stuttgart |
| 1996 | Trifon Ivanov          | obránce  | SK Rapid Vídeň            |
| 1997 | Krasimir Balakov       | záložník | VfB Stuttgart             |
| 1998 | Ivajlo Jordanov        | útočník  | Sporting CP               |
| 1999 | Aleksandar Aleksandrov | záložník | PFK Levski Sofia          |
| 2000 | Georgi Ivanov          | útočník  | PFK Levski Sofia          |
| 2001 | Georgi Ivanov          | útočník  | PFK Levski Sofia          |
| 2002 | Dimitar Berbatov       | útočník  | Bayer 04 Leverkusen       |
| 2003 | Stilijan Petrov        | záložník | Celtic FC                 |
| 2004 | Dimitar Berbatov       | útočník  | Bayer 04 Leverkusen       |
| 2005 | Dimitar Berbatov       | útočník  | Bayer 04 Leverkusen       |
| 2006 | Martin Petrov          | útočník  | Atlético Madrid           |
| 2007 | Dimitar Berbatov       | útočník  | Tottenham Hotspur FC      |
| 2008 | Dimitar Berbatov       | útočník  | Manchester United FC      |
| 2009 | Dimitar Berbatov       | útočník  | Manchester United FC      |
| 2010 | Dimitar Berbatov       | útočník  | Manchester United FC      |
| 2011 | Nikolaj Michajlov      | brankář  | FC Twente                 |
| 2012 | Georgi Milanov         | záložník | Litex Loveč               |
| 2013 | Ivan Ivanov            | obránce  | FC Basilej FK Partizan    |
| 2014 | Vladislav Stojanov     | brankář  | PFK Ludogorec Razgrad     |
| 2015 | Ivelin Popov           | útočník  | FK Spartak Moskva         |
| 2016 | Ivelin Popov           | útočník  | FK Spartak Moskva         |
| 2017 | Ivelin Popov           | útočník  | FK Spartak Moskva         |
| 2018 | Kiril Despodov         | útočník  | PFK CSKA Sofia            |
| 2019 | Dimitar Iliev          | útočník  | PFK Lokomotiv Plovdiv     |
| 2020 | Dimitar Iliev          | útočník  | PFK Lokomotiv Plovdiv     |
| 2021 | Kiril Despodov         | útočník  | PFK Ludogorec Razgrad     |